# Alastair Forsyth
Alastair Forsyth (* 5. Februar 1976 in Glasgow) ist ein schottischer Profigolfer der European Tour. 

## Werdegang
Als Amateur gewann er 1996 die Scottish Amateur Stroke Play Championship und wurde 1998 Berufsgolfer. 
Forsyth startete zunächst auf der dritten Leistungsebene und gewann 1999 die MasterCard Tour Order of Merit und die regionale Geldrangliste in Schottland. Im Herbst desselben Jahres belegte er Platz 1 in der Tour School in San Roque und qualifizierte sich für die Saison 2000 auf der European Tour. Am Ende der Spielzeit fand er sich auf dem beachtlichen 46. Platz der Jahreswertung und verpasste die Auszeichnung "Rookie of the Year" nur knapp gegen Ian Poulter. Nach einem durchschnittlichen Jahr 2001, holte sich Forsyth 2002 seinen ersten Toursieg, die Malaysian Open, nach einem Stechen mit dem Australier Stephen Leaney. Die Saison 2003 verlief zwar sieglos, durch gute Platzierungen konnte er jedoch sein bislang bestes Ranking in der European Tour Order of Merit, mit einem 19. Rang, fixieren. Mit konstant gutem Spiel hält er sich seither problemlos auf der großen europäischen Turnierserie.
Forsyth spielte für Schottland mehrfach im World Cup.
Er ist ein begeisterter Anhänger der Glasgow Rangers.

## Turniersiege

### Amateur
- 1996 Scottish Amateur Stroke Play Championship

### Professional
- 1998 Scottish Under 25's Championship, Scottish Assistants Championship
- 1999 St. Omer Open (MasterCard Tour); Scottish Under 25's Championship, Scottish Assistants Championship
- 2000 Scottish Closed PGA Championship
- 2002 Malaysian Open (European Tour)
- 2008 Madeira Islands Open BPI (European Tour)

## Teilnahmen an Mannschaftswettbewerben
- World Cup (für Schottland): 2002, 2003, 2004, 2008, 2009